# 倪田

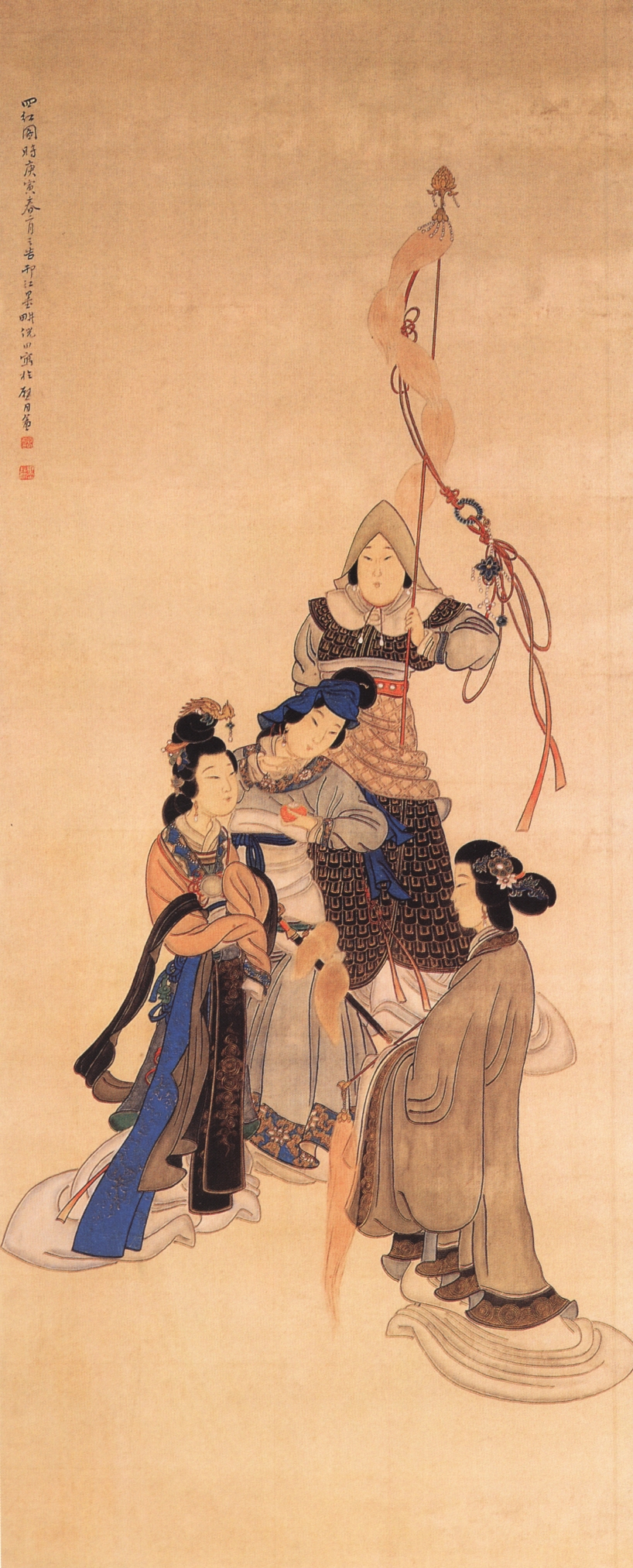
《四红图》

倪田（1855年—1919年），初名宝田，字墨耕，号墨道人。江苏江都人，后侨居上海。清代画家。

## 特点
擅长设色花卉，共鸟兽，偶尔作山水。

## 主要作品
- 《山水人物图册》（现存上海博物馆）